# Municipio di Lussemburgo
Il Municipio di Lussemburgo (in francese hôtel de ville de Luxembourg, in lussemburghese Stadhaus Stad Lëtzebuerg) è un edificio storico, sede municipale della città di Lussemburgo.

## Storia
La costruzione del municipio, pianificata sin dai primi anni del XIX secolo, si rese necessaria per dotare l'amministrazione cittadina di una sede propria e adeguata. Il piano si concretizzò quando i progetti dell'architetto di Liegi Justin Remont furono approvati nel 1829. Il palazzo prese il posto di un antico convento francescano risalente al XIII secolo, vacato dai frati dopo la presa della città e della fortezza di Lussemburgo da parte delle forze rivoluzionarie francesi nel 1795, quindi donato alla città da Napoleone durante la sua visita del 1804.
I lavori di costruzione del nuovo municipio iniziarono il 15 luglio 1830. I materiali da costruzione furono in gran parte prelevati dal vecchio convento francescano. Dopo il completamento dei lavori nel 1838, l'edificio ospitò per la prima volta una riunione del consiglio comunale, presieduta dal sindaco François Scheffer, il 22 ottobre di quell'anno.
Il municipio venne ufficialmente inaugurato dal granduca Guglielmo II solo il 15 luglio 1844.

## Descrizione
L'edificio presenta uno stile neoclassico.

## Galleria d'immagini

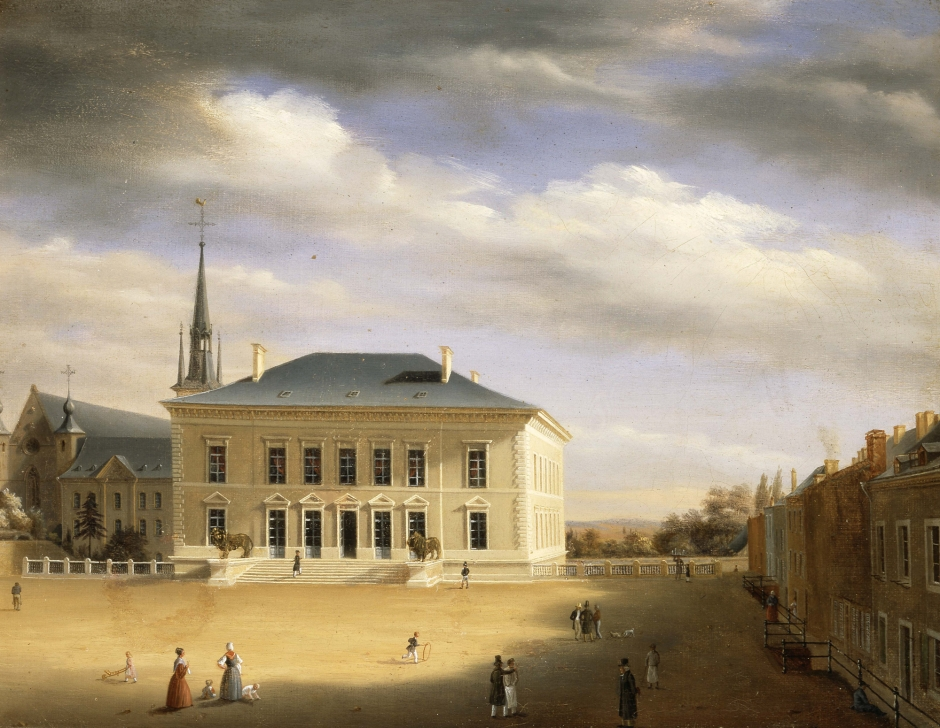
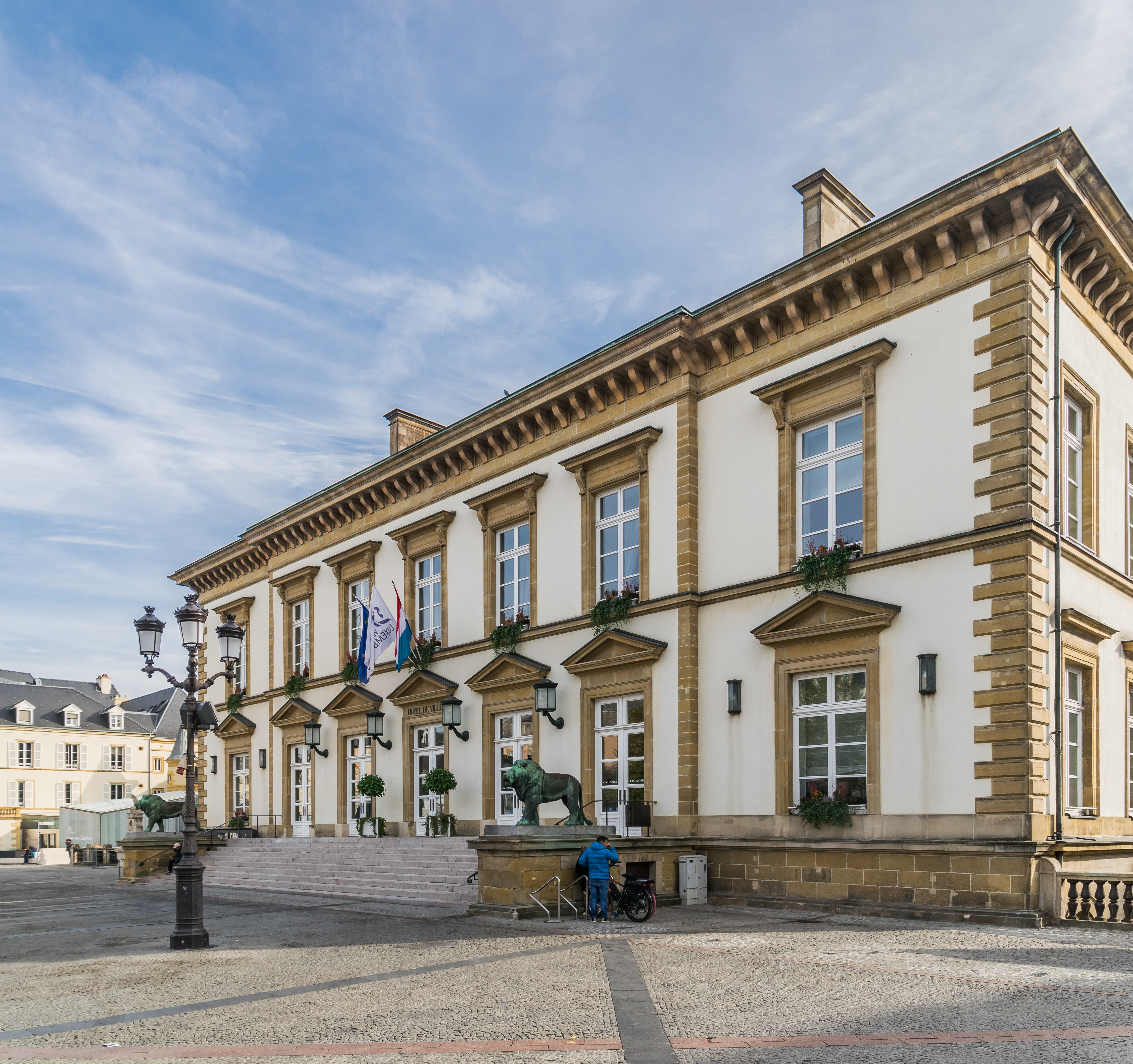
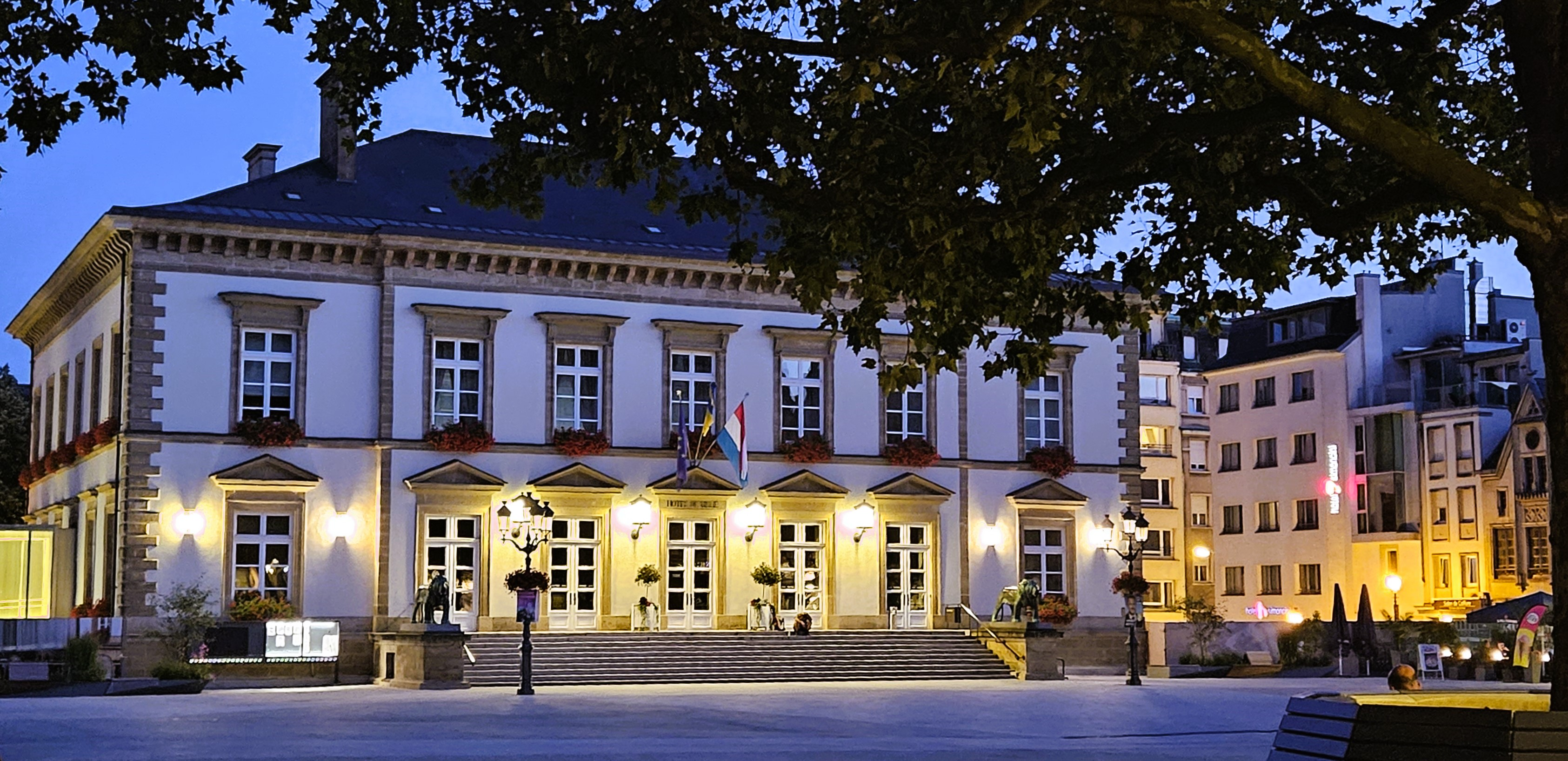